# Ura
Úra je enota za merjenje časa, enaka 3600. sekundam, kar približno ustreza 1/24 srednjega Sončevega dne.

## Starejše definicije ure
Dvanajstina časa med sončnim vzhodom in sončnim zahodom. Ker so dnevi poleti daljši kot pozimi, so s tem tudi poletne ure daljše. Grki in Rimljani so uporabljali takšno definicijo ure, noč pa so razdelili na tri ali štiri nočne straže. Pozneje so tudi noč (čas med sončnim zahodom in sončnim vzhodom) razdelili na dvanajst ur. Hitrost ure, ki je kazala takšno definicijo ure, so morali dnevno prilagajati, npr. s spreminjanjem dolžine nihala.
Štiriindvajsetina pravega Sončevega dne, torej presledka med dvema zaporednima zgornjima kulminacijama Sonca. Dolžina pravega Sončevega dne se med letom spreminja (razlika med najkrajšim in najdaljšim pravim Sončevim dnem je približno 51 sekund), zato tudi tako definirane ure niso vse enako dolge.
Štiriindvajsetina srednjega Sončevega dne. Definicija srednjega Sončevega dne upošteva časovno enačbo, ki opisuje razliko med pravim in srednjim Sončevim časom, zato so tako definirane ure enako dolge. Vendar pa se vrtenje Zemlje sčasoma upočasnjuje, česar srednji Sončev čas ne upošteva. Popravek zaradi upočasnjevanja vrtenja Zemlje upošteva univerzalni koordinirani čas.